# Kanlıabat, Devrekani
Kanlıabat là một xã thuộc huyện Devrekani, tỉnh Kastamonu, Thổ Nhĩ Kỳ. Dân số thời điểm năm 2008 là 291 người.